# 罗伯特·布鲁斯 (游泳运动员)
罗伯特·布鲁斯（英語：Robert Bruce，1969年3月11日—），澳大利亚男子游泳运动员。他曾代表澳大利亚参加1990年英联邦运动会游泳比赛，获得一枚金牌和一枚银牌。他也曾参加1988年夏季奥运会。